# Panamá en los Juegos Olímpicos de Los Ángeles 1984
Panamá estuvo representado en los Juegos Olímpicos de Los Ángeles 1984 por ocho deportistas, siete hombres y una mujer, que compitieron en cinco deportes.
El portador de la bandera en la ceremonia de apertura fue el halterófilo José Díaz López. El equipo olímpico panameño no obtuvo ninguna medalla en estos Juegos.